# Saison 1995-1996 de l'USM Blida
Maillots
Chronologie
Saison précédente Saison suivante
La saison 1995-1996 de l'Union sportive musulmane de Blida est la 12e saison du club en première division du championnat d'Algérie. Le club prend part au championnat d'Algérie et à la Coupe d'Algérie.
Le championnat d'Algérie débute le 14 septembre 1995, avec la première journée de Division 1, pour se terminer le X août 1996 avec la dernière journée de cette même compétition. L'USMB se classe quatorzième du championnat.

## Compétitions

### Championnat

#### Rencontres
Le tableau ci-dessous retrace dans l'ordre chronologique les 36 rencontres officielles jouées par l'USM Blida durant la saison. Le club blidéen participe aux 30 journées du championnat, ainsi qu'à six rencontre de Coupe d'Algérie. Les buteurs sont accompagnés d'une indication entre parenthèses sur la minute de jeu où est marqué le but et, pour certaines réalisations, sur sa nature (penalty ou contre son camp). Le bilan général de la saison est de 9 victoires, 7 matchs nuls et 14 défaites.
| Date                           | J           | Adversaire       | Lieu | Résultat | Buteur(s) pour l'USM Blida                                           | Buteur(s) pour l'adversaire                |
| MATCHS ALLER                   |             |                  |      |          |                                                                      |                                            |
| Jeudi 14 septembre 1995        | 1re journée | USM Alger        | Dom. | 2-1      | Ameur Ouali 10e 35e                                                  | Salhi 19e                                  |
| Jeudi 21 septembre 1995        | 2e journée  | JS Bordj Menaiel | Ext. | 0-1      | Chambit 86e                                                          | -                                          |
| Jeudi 19 octobre 1995 (Retard) | 3e journée  | AS Ain M'lila    | Dom. | 1-1      | Billal Zouani ?                                                      | ?                                          |
| Jeudi 6 octobre 1995           | 4e journée  | CA Batna         | Ext. | 2-1      | Adel Bourzak ?                                                       | ?                                          |
| Lundi 16 octobre 1995          | 5e journée  | USM El Harrach   | Dom. | 2-1      | Bourzak 66e, Réda Zouani 79e                                         | Lounici 89e                                |
| Jeudi 26 octobre 1995          | 6e journée  | WA Tlemcen       | Ext. | 2-0      | -                                                                    | Djalti 50e Brahimi 54e                     |
| Jeudi 8 février 1996           | 7e journée  | WA Boufarik      | Dom. | 2-1      | Thiam (sénégalais) 33e, Hakim Zane 72e (pen.)                        | ?                                          |
| 15 février 1996                | 8e journée  | JS Kabylie       | Ext. | 1-0      | -                                                                    | ?                                          |
| Vendredi 24 mai 1996 (Retard)  | 9e journée  | MC Alger         | Dom. | 0-0      | -                                                                    | -                                          |
| Lundi 26 février 1996          | 10e journée | CR Belouizdad    | Ext. | 1-0      | -                                                                    | ?                                          |
| 1er mars 1996                  | 11e journée | MC Oran          | Dom. | 3-5      | Ali-Messaoud ?, Hakim Zane ?, Billal Zouani ?                        | ?                                          |
| 14 mars 1996                   | 12e journée | CS Constantine   | Ext. | 2-0      | -                                                                    | ?                                          |
| 21 mars 1996                   | 13e journée | USM Ain Beida    | Dom. | 0-1      | -                                                                    | ?                                          |
| 28 mars 1996                   | 14e journée | ASM Oran         | Dom. | 2-1      | Hakim Zane ?, Kamel Zane ?                                           | ?                                          |
| 4 avril 1996                   | 15e journée | US Chaouia       | Ext. | 1-1      | Réda Zouani ?                                                        | ?                                          |
| MATCHS RETOUR                  |             |                  |      |          |                                                                      |                                            |
| 11 avril 1996                  | 16e journée | USM Alger        | Ext. | 4-2      | Hakim Zane 38e (pen.) 79e                                            | Rahim 3e (pen.) 71e, Brakni 53e, Zekri 55e |
| 18 avril 1996                  | 17e journée | JS Bordj Menaiel | Dom. | 2-2      | Chambet ? Belhadi ?                                                  | ?                                          |
| 2 mai 1996                     | 18e journée | AS Ain M'lila    | Ext. | 0-0      | -                                                                    | ?                                          |
| 6 mai 1996                     | 19e journée | CA Batna         | Dom. | 1-0      | Billal Zouani ?                                                      | ?                                          |
| 18 mai 1996                    | 20e journée | USM El Harrach   | Ext. | 2-1      | Allag ?                                                              | ?                                          |
| 20 mai 1996                    | 21e journée | WA Tlemcen       | Dom. | 1-1      | Kamel Zane ?                                                         | ?                                          |
| 20 juin 1996                   | 22e journée | WA Boufarik      | Ext. | 1-0      | -                                                                    | ?                                          |
| 27 juin 1996                   | 23e journée | JS Kabylie       | Dom. | 0-1      | -                                                                    | Boubrit 70e                                |
| Jeudi 25 avril 1996            | 24e journée | MC Alger         | Ext. | 1-0      | -                                                                    | Tebbal 19e                                 |
| Jeudi 11 juillet 1996          | 25e journée | CR Belouizdad    | Dom. | 2-0      | Billal Zouani 23e 86e                                                | -                                          |
| 18 juillet 1996                | 26e journée | MC Oran          | Ext. | 1-1      | Chambet ?                                                            | ?                                          |
| 25 juillet 1996                | 27e journée | CS Constantine   | Dom. | 2-0      | Chambet ?, Kamel Zane ?                                              | ?                                          |
| 29 juillet 1996                | 28e journée | USM Ain Beida    | Ext. | 2-1      | Ali-Messaoud ?                                                       | ?                                          |
| 1er août 1996                  | 29e journée | ASM Oran         | Ext. | 2-1      | Billel Harkas ?                                                      | ?                                          |
| 5 août 1996                    | 30e journée | US Chaouia       | Dom. | 5-1      | Réda Zouani ?, Chambet ? (x2), Billal Zouani ?, Abdennour Krebazza ? | ?                                          |

#### Classement final
Le classement est établi sur le barème de points suivant : une victoire vaut 3 points, un match nul 1 point et une défaite 0 point.
| Rang | Équipe          | Pts | J  | G  | N  | P  | Bp | Bc | Diff |
| ---- | --------------- | --- | -- | -- | -- | -- | -- | -- | ---- |
| 1    | USM Alger P     | 60  | 30 | 19 | 3  | 8  | 39 | 24 | +15  |
| 2    | MC Oran C L     | 58  | 30 | 17 | 7  | 6  | 53 | 21 | +32  |
| 3    | USM Aïn Béïda P | 51  | 30 | 15 | 6  | 9  | 37 | 31 | +6   |
| 4    | WA Tlemcen      | 51  | 30 | 15 | 6  | 9  | 39 | 20 | +19  |
| 5    | JS Kabylie T    | 45  | 30 | 13 | 6  | 11 | 34 | 29 | +5   |
| 6    | CS Constantine  | 43  | 30 | 11 | 10 | 9  | 25 | 20 | +5   |
| 7    | USM El Harrach  | 43  | 30 | 12 | 7  | 11 | 24 | 26 | -2   |
| 8    | MC Alger        | 40  | 30 | 12 | 4  | 14 | 29 | 32 | -3   |
| 9    | US Chaouia      | 40  | 30 | 11 | 6  | 13 | 28 | 33 | -5   |
| 10   | CA Batna        | 39  | 30 | 12 | 3  | 15 | 35 | 44 | -9   |
| 11   | AS Aïn M'lila   | 38  | 30 | 10 | 8  | 12 | 18 | 30 | -12  |
| 12   | CR Belouizdad   | 38  | 30 | 10 | 8  | 12 | 27 | 34 | -7   |
| 13   | WA Boufarik     | 35  | 30 | 10 | 5  | 15 | 25 | 42 | -17  |
| 14   | USM Blida       | 34  | 30 | 9  | 7  | 14 | 34 | 38 | -4   |
| 15   | ASM Oran P      | 31  | 30 | 7  | 10 | 13 | 23 | 31 | -8   |
| 16   | JS Bordj Menail | 20  | 30 | 3  | 11 | 16 | 22 | 41 | -19  |

Résultat
- Qualifié pour la Ligue des champions 1997
- Qualifié pour la Coupe des coupes 1997
- Qualifié pour la Coupe de la CAF 1997

Relégation
- Relégation en Division 2

Abréviations
T : Tenant du titre

C : Vainqueur de la Coupe d'Algérie 1995-1996

L : Vainqueur de la Coupe de la Ligue 1995-1996

P : Promus de Nationale II 1994-1995

### Coupe d'Algérie

#### Rencontres
| Date           | Tour             | Adversaire        | Stade (ville)                             | Résultat  | Buteurs pour l'USMB                                      |
| 7 mars 1996    | 32e de finale    | WA Mostaganem     | Stade Mohamed-Bensaïd - (Mostaganem)      | 3-1 (a.p) | Réda Zouani 58e 113e, Haddadi 97e                        |
| 1er avril 1996 | 16e de finale    | ES Mostaganem     | Stade Mohamed-Bensaïd - (Mostaganem)      | 0-2       | Bourzag Adel ?, Mohamedi Mohamed ?                       |
| 7 juin 1996    | 8e de finale     | WA Tlemcen        | Stade des Frères-Brakni - (Blida)         | 1-0       | Chambit ?                                                |
| 17 juin 1996   | Quarts de finale | USM Bel Abbès     | Stade Mohamed-Bensaïd - (Mostaganem)      | 3-1 (a.p) | Haddadi 103e, Merzak Ali-Messaoud 111e, Réda Zouani 120e |
| 28 juin 1996   | Demi-finale      | HB Chelghoum Laid | Stade du 1er-Novembre-1954 - (Tizi-Ouzou) | 2-1 (a.p) | Réda Zouani 46e, Billal Zouani 98e                       |
| 5 juillet 1996 | Finale           | MC Oran           | Stade 5 Juillet 1962 - (Alger)            | 1-0 a.p   | -                                                        |

| Titulaires : |  |
| |  |
| 1 • Abdesslam Benabdellah ? • Abdelkrim Kherif 5 • Omar Belatoui ? • Cheïkh Bouha ? • Moulay Haddou ? • Tahar Chérif El-Ouazzani ? • Sid Ahmed Zerrouki ? • Cheïkh Benzerga ? • Necerdine Gaïd 11 • Mourad Meziane ? • Ali Meçabih |  |
| Remplaçants : |  |
| ? • Afif Goual ?e · ? • Kouider Boukessassa ?e · |  |
| Entraîneur : |  |
| Mohamed Henkouche |  |

| Titulaires : |  |
| |  |
| 1 • Mohamed Hamouche 2 • Hocine Hamrouni 4 • Mohamed Allag 5 • Hakim Zane ? • Kamel Zane 6 • Billel Harkas 7 • Mourad Hamiti 15 • Adel Saoudi 9 • Mustapha Chambet 10 • Réda Zouani 11 • Billal Zouani |  |
| Remplaçants : |  |
| ? • Abdennour Krebazza ?e · ? • Mahdjour ?e · ? • Bourzak ?e · |  |
| Entraîneur : |  |
| Ahmed Echouf |  |

| Titulaires : |  |
| |  |
| 1 • Abdesslam Benabdellah ? • Abdelkrim Kherif 5 • Omar Belatoui ? • Cheïkh Bouha ? • Moulay Haddou ? • Tahar Chérif El-Ouazzani ? • Sid Ahmed Zerrouki ? • Cheïkh Benzerga ? • Necerdine Gaïd 11 • Mourad Meziane ? • Ali Meçabih |  |
| Remplaçants : |  |
| ? • Afif Goual ?e · ? • Kouider Boukessassa ?e · |  |
| Entraîneur : |  |
| Mohamed Henkouche |  |

| Titulaires : |  |
| |  |
| 1 • Mohamed Hamouche 2 • Hocine Hamrouni 4 • Mohamed Allag 5 • Hakim Zane ? • Kamel Zane 6 • Billel Harkas 7 • Mourad Hamiti 15 • Adel Saoudi 9 • Mustapha Chambet 10 • Réda Zouani 11 • Billal Zouani |  |
| Remplaçants : |  |
| ? • Abdennour Krebazza ?e · ? • Mahdjour ?e · ? • Bourzak ?e · |  |
| Entraîneur : |  |
| Ahmed Echouf |  |

### Coupe de la Ligue
La fédération algérienne de football a relancé la compétition sous le nom de Coupe de la Ligue et qui est uniquement jouée entre clubs de D1.
La compétition se déroule en deux phases distinctes. Il y a tout d'abord une première phase dite phase de poule ou phase de groupe, qui se déroule en six journées (aller-retour) suivant la composition des groupes. Puis les premiers des quatre poules s'affrontent dans une phase à élimination directe après un tirage au sort et qui débute au stade des demi-finales.

#### Rencontres
| Date             | Tour        | Adversaire      | Stade (ville)                   | Résultat | Buteurs pour l'USMB |
| 30 novembre 1995 | 1re Journée | MC Alger        | Stade des Frères-Brakni - Blida | 1-1      | Ameur Ouali 88e     |
| 7 décembre 1995  | 2e Journée  | JS Bordj Menail | Ext.                            | 1-0      | -                   |
| 14 décembre 1995 | 3e Journée  | USM El Harrach  | Ext.                            | 1-0      | -                   |
| 21 décembre 1995 | 4e Journée  | MC Alger        | Stade 5 Juillet 1962 - Alger    | 0-0      | -                   |
| 28 décembre 1995 | 5eJournée   | JS Bordj Menail | Stade des Frères-Brakni - Blida | 3-0      | ?, ?, ?             |
| 4 janvier 1996   | 6e Journée  | USM El Harrach  | Stade des Frères-Brakni - Blida | 2-0      | ?, ?                |

- Le USM Blida non qualifié en 1/2 finale.

##### Groupe B
Le groupe B est l'un des deux groupes représentatifs de la région Centre du pays. Il est remporté par la JSBM qui se qualifie pour les demi-finales.
| Rang | Équipe           | Pts | J | G | N | P | Bp | Bc | Diff |  | Résultats (▼ dom., ► ext.) | JSBM | USMB | MCA | USMH |
| ---- | ---------------- | --- | - | - | - | - | -- | -- | ---- |  | -------------------------- | ---- | ---- | --- | ---- |
| 1    | JS Bordj Menaïel | 10  | 6 | 3 | 1 | 2 | 4  | 5  | -1   |  | JS Bordj Menaïel           |      | 1-0  | 0-0 | 2-0  |
| 2    | USM Blida        | 8   | 6 | 2 | 2 | 2 | 6  | 3  | +3   |  | USM Blida                  | 3-0  |      | 1-1 | 2-0  |
| 3    | MC Alger         | 7   | 6 | 1 | 4 | 1 | 5  | 2  | +3   |  | MC Alger                   | 0-1  | 0-0  |     | 4-0  |
| 4    | USM El Harrach   | 7   | 6 | 2 | 1 | 3 | 3  | 8  | -5   |  | USM El Harrach             | 2-0  | 1-0  | 0-0 |      |

## Comité-Directeur 1995-1996
- Président du club: Zoubir Bendali
- 1er Vice-Président: Mohamed Abed
- 2e Vice-Président: Mohamed Slimane
- 3e Vice-Président: Djamel Mokhbat
- 4e Vice-Président: Farid Bouyahia
- Directeur administratif: Abdelkader Boukhtache
- Secrétaire Général: Mohamed Behinis
- Trésorier: Mohamed Bersali
- Comptable: Mohamed Benbouteldja
- Assesseur: Mohamed Otmane Tolba
- Assesseur: Mohand Soukali

## Effectif de la saison
| Nom                  |
| -------------------- |
| Gardien de but       |
| Mohamed Hamouche     |
| Mohamed-Chérif Manaâ |
| Mahfoud Berabah      |
| Défenseur            |
| Hakim Zane           |
| Kamel Zane           |
| Mohamed Mohammedi    |
| Mohamed Allag        |
| Hocine Hamrouni      |
| Abdennour Krebazza   |
| Mohamed Ounab        |
| Lyès Oualiken        |
| Milieu               |
| Réda Zouani          |
| Mourad Hamiti        |
| Mohamed Haouari      |
| Mustapha Chambet     |
| Fayç̠al Grisi         |
| Attaquant            |
| Billal Zouani        |
| Mohand Belhadi       |
| Mohamed Amar-Ouali   |
| Billal Rammani       |
| Adel Bourzag         |
| Abderrazek Djahnit   |

## Encadrement technique
- DTS-Entraîneur seniors: Nasreddine Akli
- Entraîneur seniors: Abdelkrim Missouri
- Entraîneur seniors: Zoheir Boukhedmi
- Entraîneur espoirs: Mohamed Bacha
- Entraîneur espoirs: Mustapha Zane
- Entraîneur junior: Mustapha Zane
- Entraîneur cadets: Ahmed-Kamel Zane
- Entraîneur cadets: Hamid Chabane
- Entraîneur minimes: Sid-Ahmed Rahmani
- Entraîneur Ecole: Djamel Kalai

## Meilleurs buteurs
| Rang | Joueur              | Cham. | Coupe | Coupe de La Ligue | Total |
| ---- | ------------------- | ----- | ----- | ----------------- | ----- |
| 1    | Billal Zouani       | 6     | 1     |                   | 7     |
| 1    | Mustapha Chambet    | 6     | 1     |                   | 7     |
| 1    | Réda Zouani         | 3     | 4     |                   | 7     |
| 2    | Hakim Zane          | 5     | 0     |                   | 5     |
| 3    | Kamel Zane          | 3     | 0     |                   | 3     |
| 3    | Merzak Ali-Messaoud | 2     | 1     |                   | 3     |
| 3    | Adel Bourzag        | 2     | 1     |                   | 3     |
| 4    | Mohamed Ameur-Ouali | 2     | 0     |                   | 2     |
| 4    | Haddadi             | 0     | 2     |                   | 2     |
| 5    | Thiam               | 1     | 0     |                   | 1     |
| 5    | Mohamed Allag       | 1     | 0     |                   | 1     |
| 5    | Billel Harkas       | 1     | 0     |                   | 1     |
| 5    | Abdennour Krebazza  | 1     | 0     |                   | 1     |
| 5    | Mohamed Belhadi     | 1     | 0     |                   | 1     |
| 5    | Mohamed Mohammedi   | 0     | 1     |                   | 1     |
|      | But contre son camp | 0     | 0     | 0                 | 0     |
|      | Total               | 34    | 11    | ??                | 45    |